# Сашо Стоянов
Сашо Начев Стоянов е български политик, продуцент и предприемач. Народен представител (1991 – 2001) в XXXVI, XXXVII и XXXVIII обикновено народно събрание от Сьюза на демократичните сили. Член на Изпълнителния комитет на Радикалдемократическата партия (1993 – 1997), по-късно преминава в „Демократи за силна България“. Филмов, рекламен и телевизионен продуцент, съсобственик на телевизия „Век“.

## Биография
Роден е на 17 март 1952 година в София.
През периода от 1973 до 1975 година работи като организатор на специални ефекти в Студията за игрални филми. След това, от 1975 до 1986 година, е директор на продукция в Българската национална телевизия. От 1987 до 1989 година е организатор в Ателието за пространствено оформление при Творческия фонд на Съюза на българските художници.
Има специализация по политически маркетинг и предизборни кампании, посещавал Института по международни връзки на Републиканската партия на САЩ.
От 1989 г. е член на Националното ръководство на НДЗЧП (до 1993). От 1993 до 1997 г. е член на Изпълнителния комитет на Радикалдемократическата партия. От 1991 до 2001 г. е народен представител в XXXVI, XXXVII и XXXVIII народно събрание от СДС. По-късно преминава в „Демократи за силна България“ заместник-председател е на организацията на ДСБ в район „Младост“.
Зам.-председател на съюза на синдикатите „Промяна“. Съветник в „Алианц България“ АД.
През октомври 2001 г. купува 60 % от акциите на телевизия „Век“, която излъчва в София и Софийска област. Занимава се и с дърводобив, като със съдружници стопанисва няколко хиляди декара гори.